# Sulcophanaeus rhadamanthus
Sulcophanaeus rhadamanthus är en skalbaggsart som beskrevs av Edgar von Harold 1875. Sulcophanaeus rhadamanthus ingår i släktet Sulcophanaeus och familjen bladhorningar. Inga underarter finns listade i Catalogue of Life.